# Summerbridge
Summerbridge är en by i North Yorkshire i England. Byn är belägen 41,5 km 
från York. Orten har 844 invånare (2016).